# 罗维道
罗维道（1914年9月—2011年10月），江西省泰和县人，中国人民解放军将领、中国人民解放军开国少将。
1929年参加中国工农红军，并加入中国共产主义青年团。1932年转入中国共产党。曾任中国人民解放军南京军区空军预科总队总队长兼政委。1955年，授予中国人民解放军少将。

## 参与战役
- 上海战役